# Wojciech Szmyd (1876–1930)
Wojciech Szmyd (ur. 11 kwietnia 1876 w Haczowie, zm. 11 sierpnia 1930 w Szebniach) – polski duchowny rzymskokatolicki, profesor teologii moralnej.

## Życiorys
Urodził się 10 lub 11 kwietnia 1876 w Haczowie na tzw. „Szmydowej Górce”. Był synem Pawła (rolnik w Haczowie).
Od 1888 przez sześć lat kształcił się w C. K. Gimnazjum w Jaśle, następnie rok w gimnazjum w Stanisławowie, zaś ostatnią VIII klasę odbył w C. K. Gimnazjum w Sanoku, gdzie w 1896 zdał egzamin dojrzałości. Po maturze cztery lata studiował teologię w Seminarium Duchownego w Przemyślu i w 1900 przyjął sakrament święceń kapłańskich. Przez dwa lata był wikarym w Rudniku, później krótkotrwale w Miejscu Piastowym przy ks. Bronisławie Markiewiczu oraz przez cztery miesiące w 1903 w Ostrowie. Od 1903 kształcił się na wyższych studiach teologicznych na Uniwersytecie Wiedeńskim, gdzie 15 czerwca 1906 uzyskał tytuł doktora teologii na podstawie pracy pt. Bulgan in relatione ad Nicolaum I. pontificem Romanum.
Po powrocie do Przemyśla w 1906 został mianowany kapelanem biskupim bpa Józefa Sebastiana Pelczara. Następnie wykładał socjologię w przemyskim seminarium, pracował jako sekretarz kurii biskupiej i konsystorza biskupiego, po czym w 1909 został mianowany profesorem teologii moralnej w Seminarium Duchownym w Przemyślu i był kierownikiem Katedry Teologii Moralnej, pozostając profesorem tego przedmiotu do końca życia. Po wybuchu I wojny światowej został wywieziony przez wojska rosyjskie, lecz powrócił na swoje stanowisko. Pod koniec 1926 został mianowany deputatus pro disciplina w seminarium w Przemyślu. Pełnił funkcje radcy konsystorskiego, członka Sądu Duchownego, sędziego prosynodalnego, sędziego prosynodalnego, consilium a vigilantia, cenzora książek, członka komisji dla kandydatów na katechetów szkolnych. W 1928 został wybrany członkiem komisji rewizyjnej bractwa Boni Pastor. Był redaktorem czasopisma świeckiego „Echo Przemyskie”, publikował także w periodyku „Kronika Dyecezyi Przemyskiej”. Napisał pracę pt. O kwestii robotniczej oraz był autorem rękopisu swoich wykładów z socjologii.
W 1907 otrzymał tytuł Expositorium Canonicale. W 1916 otrzymał przywilej noszenia Rokiety i Mantoletu kanonicznego. W 1925 otrzymał godność tajnego podkomorzego Jego Świątobliwości Ojca św. Piusa XI. Ze względu na stan zdrowia nie przyjął godności kanonii w kapitule katedralnej.
W dniach 26-28 lipca 1930 uczestniczył w rodzinnej wsi w czwartej edycji Zjazdu Haczowiaków, podczas której odprawił mszę św.. Schorowany zmarł 11 sierpnia 1930 podczas pobytu w Szebniach w wieku 54 lat i w 31 roku kapłaństwa. Został pochowany 13 sierpnia 1930 w grobowcu rodziców na cmentarzu parafialnym w Haczowie.